# Epicorsia
Epicorsia là một chi bướm đêm thuộc họ Crambidae.